# Оперативне угруповання військ «Каховка»
Оперативне угруповання військ «Каховка» (ОУВ «Каховка») — тимчасове об'єднання Сил оборони України. Діяло в часи російського вторгнення в Україну у 2022 році. ОУВ «Каховка» брало участь у протидії наступу російських окупантів на Кривий Ріг та у першій частині херсонського контрнаступу. Входило до складу ОСУВ «Олександрія».

## Історія
На 2022 рік існувало угруповання військ (УВ) «Південь», створене для прикриття адміністративного кордону із тимчасово окупованим Росією Кримом. ОУВ «Каховка» утворено 15 червня 2022 року в результаті переформатування УВ «Південь».
Брало участь у південному контрнаступі України 2022 року на позиції РФ у Херсонській області на західному березі Дніпра.
29 серпня оперативне угруповання повідомило про бойові дії проти російських військ, повідомивши також, що 109-й полк ДНР і російські ВДВ залишили свої позиції. Відео, оприлюднене оперативним угрупованням про заявлений ними прорив на херсонській лінії фронту, супроводжувалося заявами про підтвердження наступальних дій українського оперативного командування «Південь».
30 вересня 2022 року ОУВ «Каховка» переформатовано на ОУВ «Кривий Ріг», яке увійшло до складу ОСУВ «Херсон».

## Командування
- 10.2021—17.03.2022: генерал-майор Соколов Андрій Васильович[2][3]
- 17.03.2022—30.09.2022: бригадний генерал Драпатий Михайло Васильович[3]